# Krummbach (Dreisam)
Der Krummbach ist ein knapp 17 km langer linker Nebenbach der Dreisam im Südschwarzwald östlich von Freiburg im Breisgau in Baden-Württemberg. Sein Oberlauf ist bekannter als Zastlerbach, sein mittlerer Laufabschnitt wird auch Osterbach genannt.

## Namen
Darüber, wo die drei Abschnittsnamen wechseln, sind sich die Quellen uneins.
- In der amtlichen Gewässerkarte[5] endet der Zastlerbach an der Gemeindegrenze zwischen Oberried und Kirchzarten, in der zugrundeliegenden topografischen Karte ist aber im Gemeindegebiet von Kirchzarten der Bach vor der Mündung des Giersberggrabens, etwa auf Höhe des Flugplatzes in Kirchzarten, noch als Zastlerbach beschriftet[6] und kurz nach der Ausleitung des Hagenbachs dann als Krummbach[7].
- Im Geoportal Baden-Württemberg (Hinweise) sind die Angaben ebenfalls widersprüchlich. Im Layer WMS LGL-BW ALKIS transparent ist der gesamte Oberlauf bis etwa zur Mündung des Rosshaldenbachs mit „Zastler- oder Osterbach“ beschriftet[8], auf der dort zugrundeliegenden topografischen Karte findet sich die Bezeichnung Osterbach allerdings gar nicht, sondern der Zastlerbach reicht etwa bis zum Freibad in Kirchzarten und geht dort direkt in den Krummbach über[9].
- Auf dem Messtischblatt der Deutschen Fotothek von 1935[10] findet sich die Bezeichnung „Osterbach (Zastlerbach)“ kurz vor der Mündung des Weilersbachs, und erst im Bereich der heutigen B 31 die Bezeichnung Krummbach. Eine Abgrenzung ist hier nicht ersichtlich.

## Geographie

### Verlauf und Naturraum

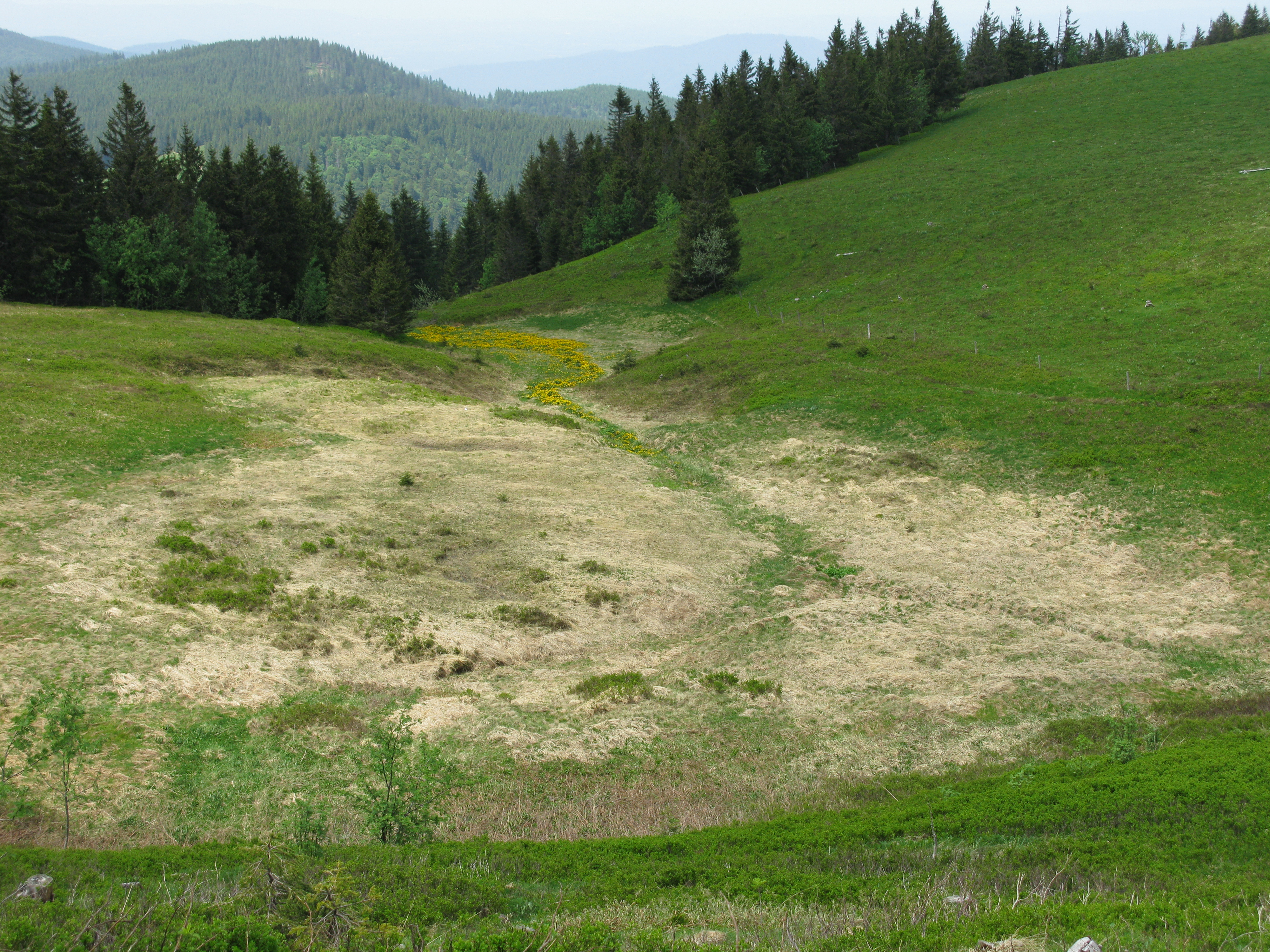
Quellgebiet des Zastlerbaches

Der Zastlerbach entsteht aus zahlreichen Quellgerinnen des Zastler Lochs, des höchstgelegenen außeralpinen Kares in Deutschland. Im Karboden an der Zastler Hütte wechseln sich kleine Sumpfflächen und Rundhöcker ab; diese zeigen teilweise Gletscherschrammen aus der Würmkaltzeit. Bis in den August hinein wird der Bach hier vom Schmelzwasser der Wechten am steilen Osterrain des Feldberggipfels gespeist.
Der Zastlerbach durchfließt anschließend ein anfangs von Talstufen gegliedertes, steilhängiges Trogtal, das zunächst nordwärts und dann gestreckt in nordwestliche Richtung verläuft. An mehreren Talstufen bildet der Zastlerbach Wasserfälle.

Wasserfälle und Kaskaden des Zastler Bachs
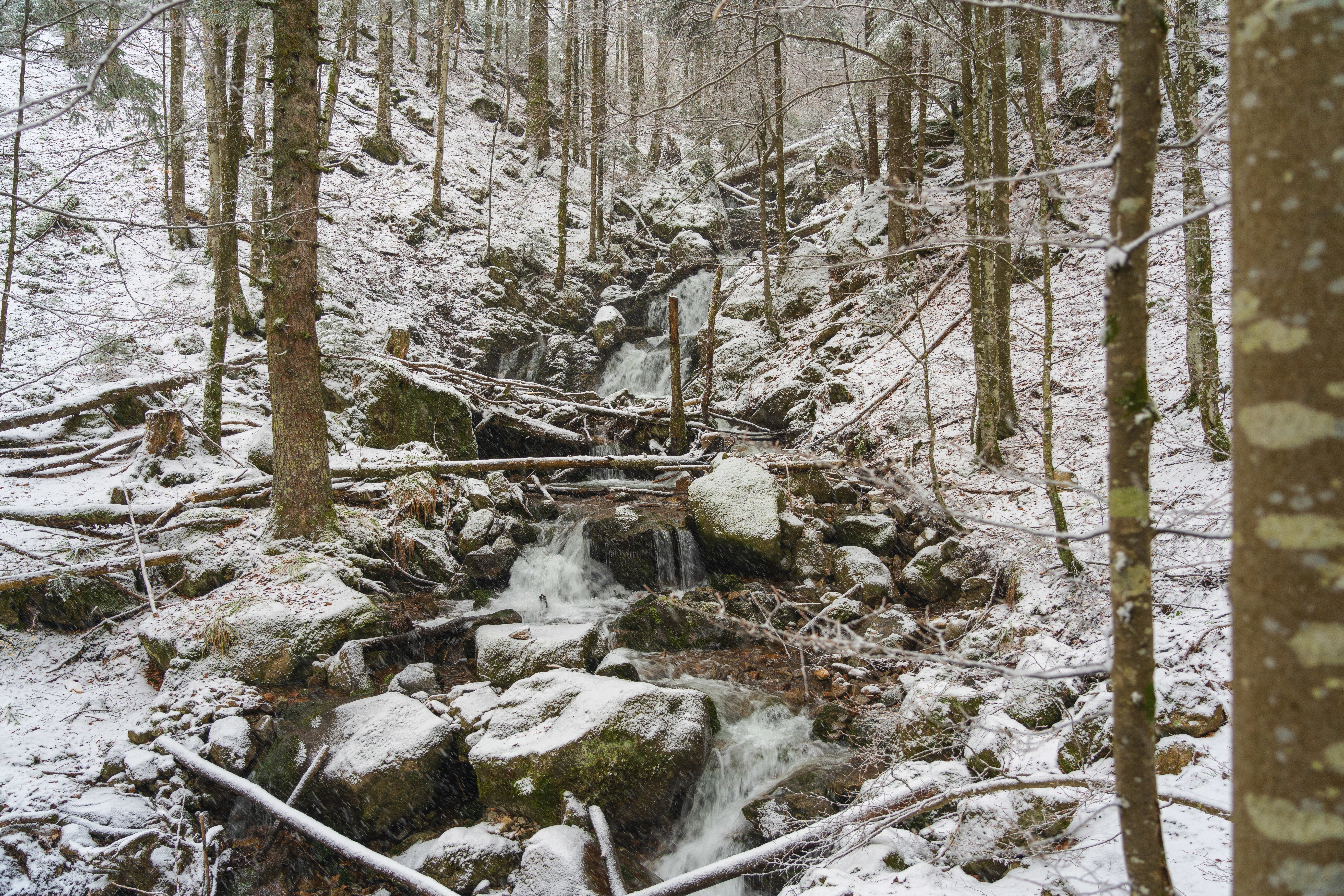
Im Wittmoos
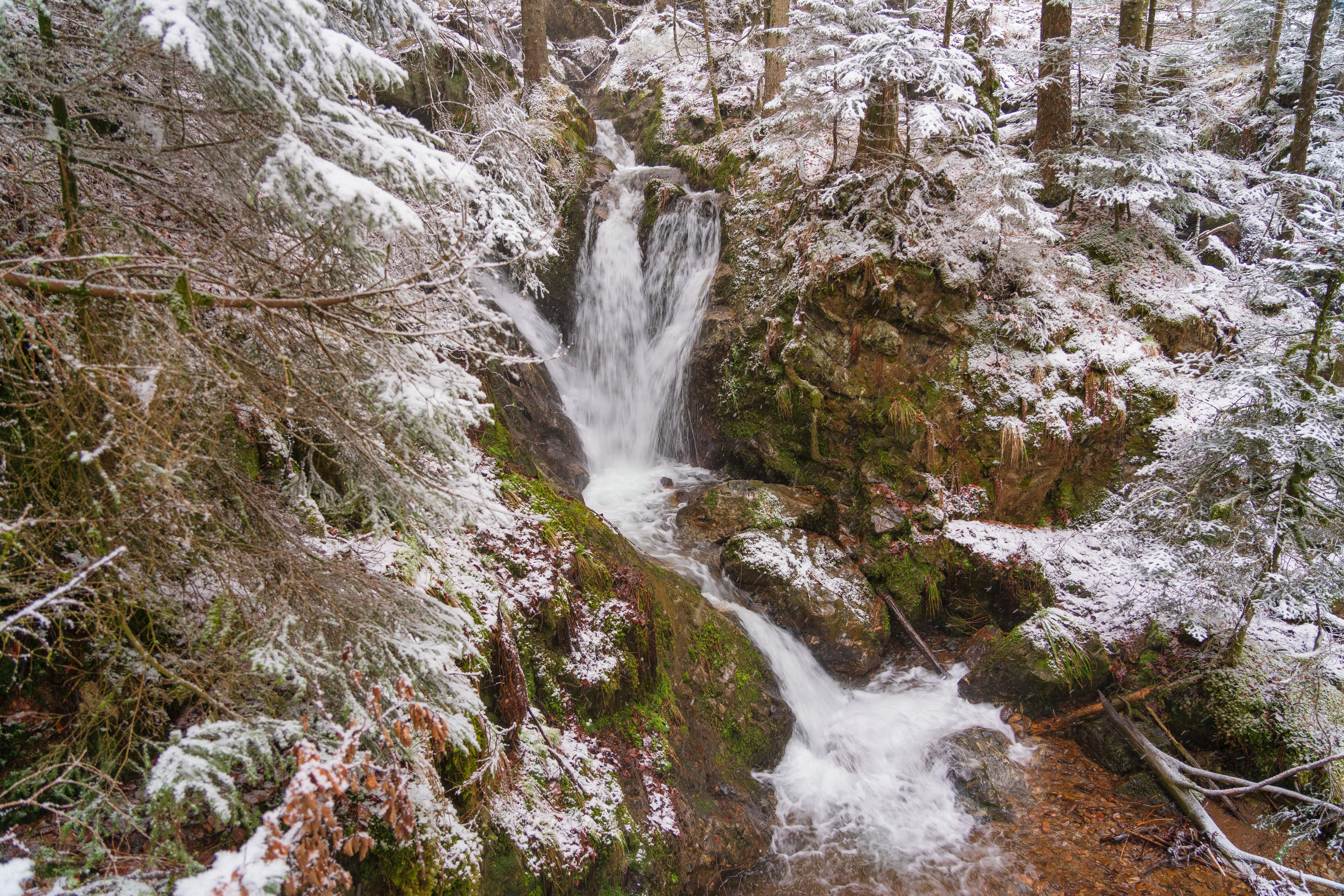
Am Felsentor
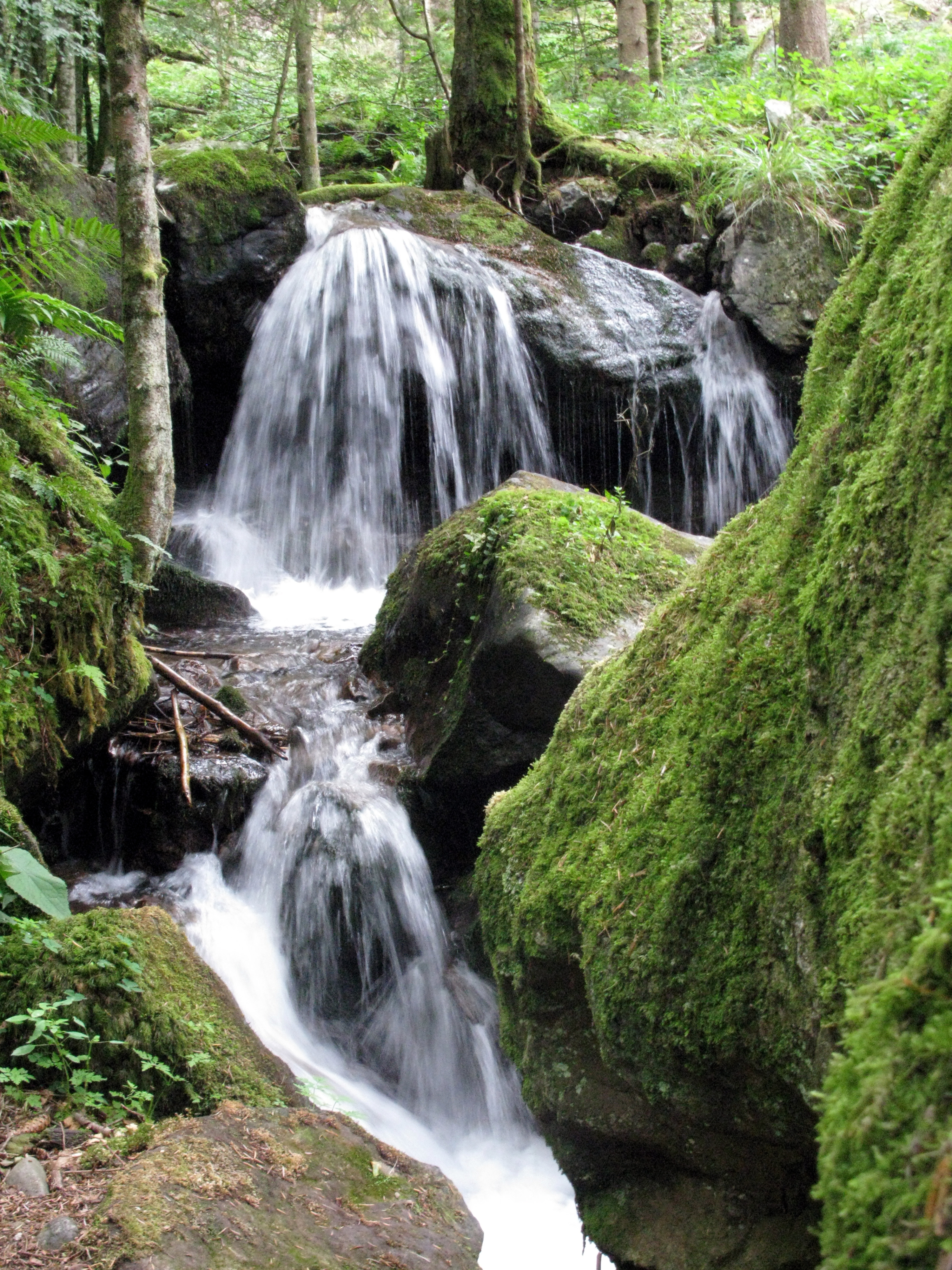
An den Eislöchern
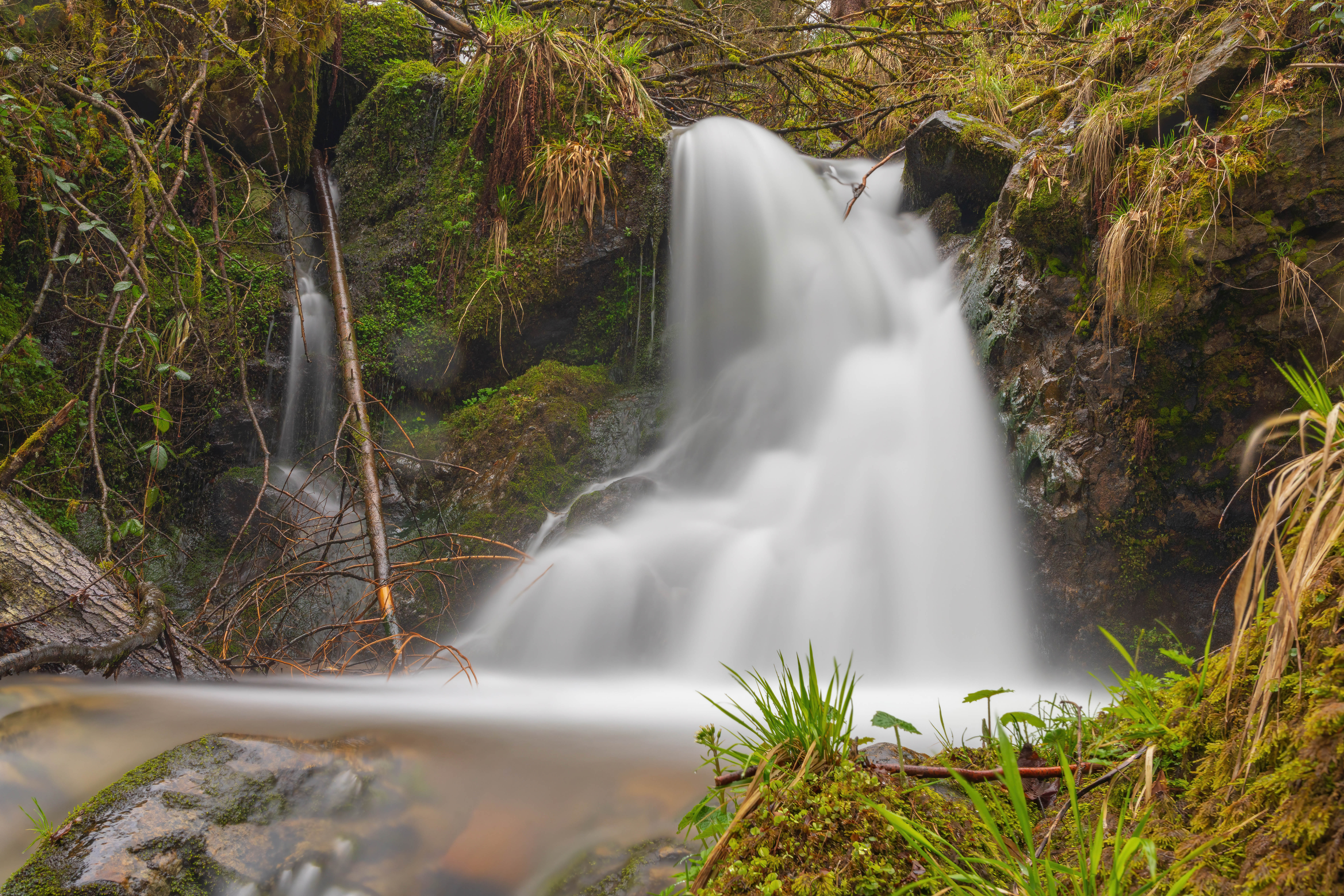
Unterer Fall

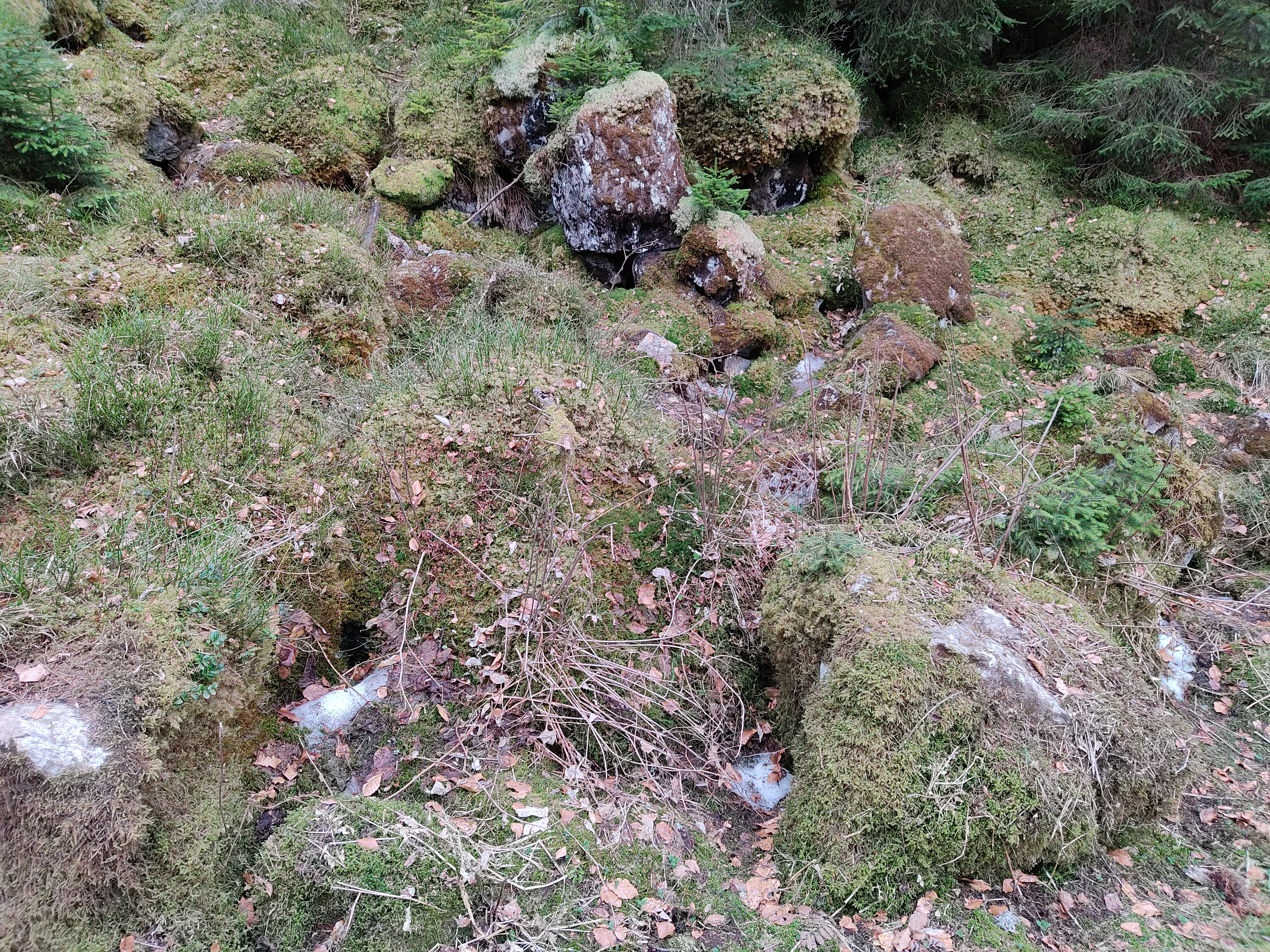
Die Eislöcher

An der vorletzten Stufe findet man am Fuß einer nach dem Abschmelzen des würmkaltzeitlichen Talgletschers entstandenen Block- und Felssturzhalde die sogenannten Zastler Eislöcher. Unter den Blöcken sammelt sich auch im Sommer schwerere kalte Luft, und mit der hinzukommenden Verdunstungskälte beim Austritt aus dem Haldenfuß kann sich, oft bis Ende Juli, Eis bilden. Bei den Einheimischen sind sie als natürliche Kühlräume bekannt. Zwischen dem Toten Mann (1321,7 m ü. NHN) und dem Hinterwaldkopf (1199,2 m ü. NHN) ist das Zastlertal rund 600 Meter tief in dichte magmatische und metamorphe Gesteine (Granite und Anatexite) eingeschnitten.
Der Unterlauf folgt als Osterbach dem östlichen Rand des hier breitsohligen Bruggatales, das als Schlempenfeld in das Zartener Becken übergeht. Dort mündet der Bach als Krummbach wenige hundert Meter oberhalb der südwestlich parallel verlaufenden Brugga in die Dreisam, die in diesem Bereich die Gemeinde- und Kreisgrenze zwischen der kreisfreien Stadt Freiburg im Breisgau und Kirchzarten bzw. dem Landkreis Breisgau-Hochschwarzwald markiert. Er führt hier im Mittel rund 0,84 m³/s Wasser.

### Zu- und Abflüsse
Liste der Zuflüsse und Ausleitungen von der Quelle zur Mündung (abgefragt oder abgemessen auf der amtlichen Gewässerkarte, namenlose Bäche werden nicht berücksichtigt).
In den Zastlerbach münden, bzw. werden ausgeleitet:
- „NN-VY3“ *, DGKZ: 233883212, Länge: 644 m, mündet von rechts und Südosten auf etwa 1106 m ü. NHN, entspringt auf etwa 1310 m ü. NHN am Westhang des Baldenweger Bucks;
- „NN-DR6“ *, DGKZ: 2338832132, Länge: 599 m, mündet von links und Westen auf etwa 993 m ü. NHN, entspringt auf etwa 1170 m ü. NHN;
- Spritzbach, DGKZ: 233883214, Länge: 879 m, mündet von rechts und Süden auf etwa 904 m ü. NHN, entspringt auf etwa 1085 m ü. NHN im Rinkendobel;
- Ahorndobel, DGKZ: 233883216, Länge: 2,053 km, mündet von rechts und Westen auf etwa 722 m ü. NHN, entspringt auf etwa 1238 m ü. NHN im Schweizerwald, in diesen münden:
  - „NN-LE2“ *, DGKZ: 2338832162, Länge: 995 m, mündet von rechts und  Nordosten auf etwa 945 m ü. NHN, entspringt auf etwa 1166 m ü. NHN am Nordhang des Wiesenwaldkopfs;
  - „NN-SP2“ *, DGKZ: 2338832164, Länge: 1,063 km, mündet von links und Süden auf etwa 830 m ü. NHN, entspringt auf etwa 1213 m ü. NHN im Schweizerwald;
- Mederlebach, DGKZ: 233883218, Länge: 1,556 km, mündet von rechts und Nordosten auf etwa 685 m ü. NHN, entspringt auf etwa 1152 m ü. NHN am Südosthang des Hinterwaldkopfs;
- Angelsbach, DGKZ: 23388322, Länge: 2,34 km, Einzugsgebiet: 1,833 km², mündet von links und Süden auf etwa 652 m ü. NHN, entspringt auf 1260 m ü. NHN am Nordhang des Imisbergs, in diesen mündet:
  - „NN-CO7“ *, DGKZ: 233883222, Länge: 950 m, mündet von rechts und Westen auf etwa 828 m ü. NHN, entspringt auf etwa 1134 m ü. NHN am Osthang des Toten Manns;
- Ödenbächle, DGKZ: 233883232, Länge: 1,429 km, mündet von rechts und Südosten auf etwa 623 m ü. NHN, entspringt auf etwa 1125 m ü. NHN am Westhang des Hinterwaldkopfs;
- Stollenbach, DGKZ: 233883234, Länge: 2,257 km, mündet von links und Südwesten auf etwa 617 m ü. NHN, entspringt auf 1123 m ü. NHN;
- „NN-SQ5“ *, DGKZ: 2338832392, Länge: 0,309 km, mündet von rechts und Südosten auf etwa 686 m ü. NHN, wird auf etwa 597 m ü. NHN aus dem Zastlerbach selbst ausgeleitet;
- Brumisbach, DGKZ: 23388324, Länge: 2,792 km, Einzugsgebiet: 1,698 km², mündet von links und Südwesten auf etwa 577 m ü. NHN, entspringt auf 1153 m ü. NHN am Nordosthang des Hochfarn;
- Etzenbach, DGKZ: 233883252, Länge: 1,154 km, mündet von links und Süden auf etwa 509 m ü. NHN, entspringt auf etwa 838 m ü. NHN;
- Burkhardsbach, DGKZ: 233883254, Länge: 2,089 km, mündet von links und Südwesten auf etwa 490 m ü. NHN, entspringt auf etwa 973 m ü. NHN;
- Rosshaldenbach, DGKZ: 23388326, Länge: 2,994 km, Einzugsgebiet: 1,526 km², mündet von links und Süden auf etwa 477 m ü. NHN, entspringt auf 1135 m ü. NHN am Nordhang des Hochfarn;
- Weilersbach, DGKZ: 23388328, Länge: 3,452 km, Einzugsgebiet: 2,632 km², mündet von rechts und Südosten auf etwa 428 m ü. NHN, entspringt auf 805 m ü. NHN am Nordhang des Häuslebergs, teilt sich die Quelle mit dem „NN-UC1“ *, der über den Rotbach, einem Quellfluss der Dreisam, entwässert.

Ab hier heißt der Bach Osterbach, in diesen münden:
- „NN-IQ4“ *, DGKZ: 233883292, Länge: 1,242 km, mündet von rechts und Osten auf etwa 404 m ü. NHN, entspringt auf etwa 526 m ü. NHN;
  - „NN-ND6“ *, DGKZ: 2338832922, Länge: 826 m, mündet von rechts und Osten  auf etwa 408 m ü. NHN, entspringt auf etwa 517 m ü. NHN beim Silberbrunnen;
- Giersberggraben, DGKZ: 233883294, Länge: 1,552 km, mündet von rechts und Osten  auf etwa 394 m ü. NHN, entspringt auf etwa 465 m ü. NHN am Westrand von Kirchzarten-Höfen;
  - „NN-IA3“ *, DGKZ: 2338832942, Länge: 989 m, mündet von links und Süden auf etwa 400 m ü. NHN, entspringt auf etwa 457 m ü. NHN am Westhang des Giersbergs;
- Mühlbach, DGKZ: 2338832992, Länge: 1,093 km, mündet von links und Südwesten auf etwa 388 m ü. NHN, wird auf etwa 402 m ü. NHN aus der Brugga ausgeleitet, in diesen mündet:
  - Schlempenfeldgraben, DGKZ: 23388329922, Länge: 1,218 km, mündet von rechts und Osten auf etwa 395 m ü. NHN, wird auf etwa 413 m ü. NHN aus der Brugga ausgeleitet.
- Hagenbach, DGKZ: 2338832994, Länge: 1,158 km, mündet von rechts und Südwesten auf etwa 358 m ü. NHN, wird auf etwa 375 m ü. NHN aus dem Osterbach selbst ausgeleitet.

Ab hier heißt der Bach Krummbach, aus diesem werden ausgeleitet:
- „NN-JR6“ *, DGKZ: 23388314, Länge: 1,365 km, mündet auf etwa 334 m ü. NHN direkt in die Dreisam, wird aus dem Krummbach auf etwa 355 m ü. NHN ausgeleitet;
- „NN-MQ7“ *, DGKZ: 23388316, Länge: 388 m, mündet auf etwa 331 m ü. NHN direkt in die Dreisam, wird aus dem Krummbach auf etwa 341 m ü. NHN ausgeleitet.

## Kulturlandschaft

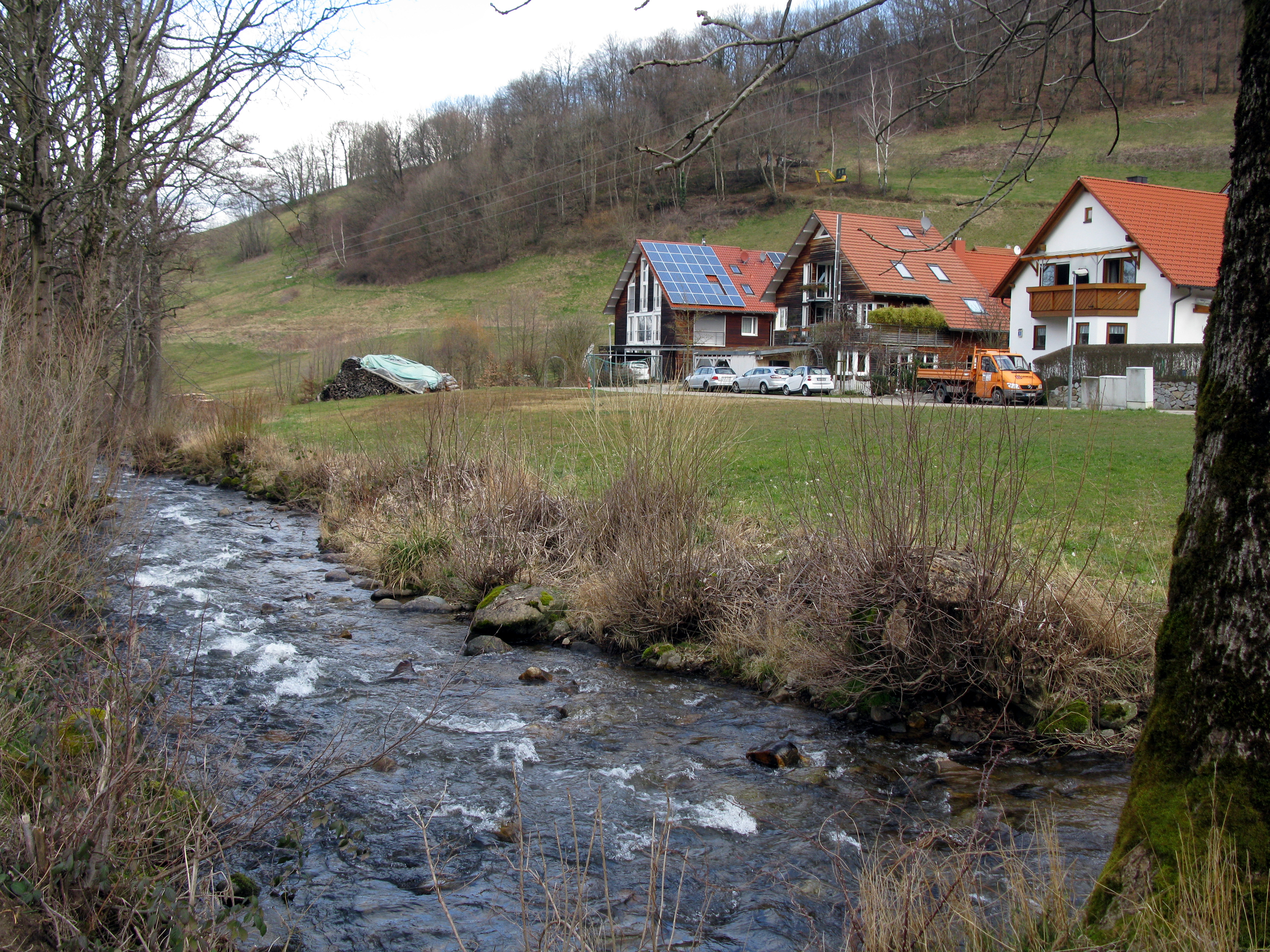
Der Zastlerbach am Talausgang

Das Trogtal bietet einer Folge von Einzelhöfen Platz, die zusammen die Ortschaft Zastler bilden. Sie gehört zur Gemeinde Oberried, deren Ortskern im Bruggatal liegt.
Der Talboden fällt bei Oberried quer zum Bachbett nach links zur Brugga; trotzdem fließt der Zastlerbach als Osterbach dem östlichen Talrand folgend nach Kirchzarten. Es wird vermutet, dass er hier im Bett des im 16. Jahrhundert angelegten Kirchzartener Floss läuft, einem Floßkanal zum Transport von Holz aus dem Zastlertal nach Freiburg. In den früheren Gerinnen des Zastlerbaches fließen heute kleine Bäche zur Brugga.
Unterhalb von Kirchzarten läuft der Bach, hier nun Krummbach genannt, wieder in einem natürlichen Gerinne, das nicht sehr tief in die großflächigen Schwemmfächer eingesenkt ist. Hier zweigt für einen Kilometer Lauf der linke Seitenarm Hagenbach ab und berührt dabei einen alten Ringwall. Im Bereich der spitzwinklig querenden, neu trassierten B 31 wurde der Krummbach umgeleitet. Schließlich durchquert er unmittelbar vor der Mündung in die Dreisam einen Golfplatz.